# Holly Pond
Holly Pond – miasto w Stanach Zjednoczonych, w stanie Alabama, w hrabstwie Cullman. W roku 2023 miasto zamieszkiwało 860 osób, a gęstość zaludnienia wynosiła 74,5 osoby/km².